# عبد الله أبوفرحان
عبدالله أبو فرحان ، أبو كفاح ، (ولد في بئر السبع 1 أغسطس 1946 - توفي في 13 نوفمبر 2020 في مخيم البقعة )، سياسي فلسطيني ، من قادة حركة القوميين العرب ، وأحد مؤسسي تنظيم الجبهة الشعبية لتحرير فلسطين في الأردن.

## نشأته
ولد أبو كفاح عام 1946 في بئر السبع ، في قرية عرعرة، شمال غربي بئر السبع، وهاجر مع عائلته بشكل قسري عام 1950، أيّ بعد نكبة فلسطين بعامين ، حيث نزحت عشائر عرعرة بشكل جماعي إلى أطراف الخليل ، ومن ثم انتقل مع عائلته إلى منطقة أخرى في محيط رام الله، ومن ثم إلى الخان الأحمر، شرقي القدس، قبل أن تنتقل عائلته للسكن في مخيم عقبة جبر، في محيط أريحا.

## دراسته وبدايات عمله السياسي
في أريحا، درس أبو كفاح حتى المرحلة الثانوية، وخلال تلك الفترة، بدأ عمله النضالي بتأسيس تنظيم فلسطيني تحت اسم (جبهة تحرير فلسطين) بصحبه رفاقه: ذياب شادرما، وإسحاق أبو نحلة، وغيرهم، في عام 1963، وكان نشاط أبو كفاح ورفاقه يقتصر على جانب التحشيد ضد الاحتلال الصهيوني، ولاحقاً التحق عبد الله أبو فرحان، بحركة القوميين العرب، وكان من المؤسسين لتنظيمها في فلسطين.

## نكسة عام 1967 وتداعياتها على حياة أبو كفاح
بعد نكسة عام 1967 نزح أبو كفاح مع عائلته إلى مخيم الكرامة، حيث كان من المؤسسين لتنظيم الجبهة الشعبية لتحرير فلسطين، في الأردن، وكان من ضمن كوادره التنظيمية والعسكرية الأولى، وشارك مع مقاتلي الجبهة الشعبية لتحرير فلسطين في القتال في محور العارضة، ومرتفعات جرش الغربية، خلال معركة الكرامة، إذ اعتمدت الجبهة الشعبية نمط حرب العصابات، في التصدي للهجوم الصهيوني.

## أحداث أيلول الأسود ومخيم البقعة
لم يشهد مخيم البقعة في الجولة الأولى من أحداث "أيلول الأسود" أيّ اشتباكاتٍ، بسبب ما نظمه فدائيو المخيم وثواره من مسيرةٍ للعودة، إذ غادر أهالي المخيم كافة باتجاه الحدود الأردنية، مع فلسطين المحتلة، يقودهم الرجال من أمثال أبو كفاح، وبعد تلقيهم وعوداً حكومية بعدم استهداف مخيم البقعة عادوا إلى مخيمهم.
بالنسبة أبو كفاح فقد انتقل مع جميع الفدائيين الفلسطينيين إلى أحراش جرش وعجلون، والتي شهدت صيف عام 1971، هجوماً شديداً من القوات الأردنية استهدف كافة قواعد الثورة الفلسطينية العلنية في الأردن، واعتقل الآلاف من الفدائيين، ومن ضمنهم أبو كفاح الذي سُجن في سجن الجفر الصحراوي، وخرج منه في العام 1971.

## تأسيس العمل الوطني الجماهيري في مخيم البقعة
في الفترة اللاحقة لأحداث "أيلول الأسود"، وجرش وعجلون، ومع اندلاع الانتفاضة الفلسطينية الأولى، وتصاعد نشاط الحركة الإسلامية في الأردن، شهدت ساحة العمل الفلسطيني في الأردن تأسيس لجنة التنسيق الوطني في مخيم البقعة، حيث كان عبد الله أبو فرحان، وموسى ثامر من أبرز مؤسسيها.
كان للجنة دور مباشر في دعم الانتفاضة، والمقاومة الفلسطينية في الأرض المحتلة، وإطلاق الفعاليات التضامنية، التي كان يُشارك فيها عشرات الآلاف من أبناء المخيم، وانبثقت من تلك اللجنة عدة لجان، منها تم إطلاقه بعد العدوان الأمريكي على العراق، في العام 1991، ومن قبله مجزرة الأقصى في العام 1990، واستمرت تلك الحالة الشعبية خلال انتفاضة الأقصى، وفي كل فعالية، أو حملة تبرعات، أو لقاء جماهيري، كان اسم أبو كفاح حاضر ، كشخصية وطنية، تخطت حدود الأيدولوجيا، والتنظيم، في العمل لفلسطين، والإخلاص لها، مما جعل منه محط إجماع القوى الوطنية والإسلامية، والفعاليات الشعبية في مخيم البقعة.
شهد العام 2007 انتكاسةً في العمل الوطني الفلسطيني في مخيم البقعة، بسبب انعكاسات الانقسام الفلسطيني في على المخيم، ما دفع أبو صلاح(موسى ثامر) وأبو كفاح، ومن معهما من القوى الوطنية والإسلامية لتأسيس اللجنة الشعبية في مخيم البقعة، في العام 2011، كواجهة شعبية توعوية تعبوية لشباب وأهالي مخيم البقعة، والتي شكلت إطاراً تنظيمياً لكافة الفعاليات الشعبية، أو معظمها، داخل المخيم، وشكلت نموذجاً للعمل الوطني الفلسطيني في مخيمات الشتات الفلسطيني في الأردن، بل لكل العاملين، والمتضامنين مع القضية الفلسطينية، في الأردن.

## حياته الأسرية
تزوج أبو كفاح من رفيقة دربه ام كفاح ( مريم قطيط) ،وأنجبا كفاح ومنال ونائل ورامي ورائد ومروة .